# 哈达镇 (抚顺市)
哈达镇，是中华人民共和国辽宁省抚顺市东洲区下辖的一个乡镇级行政单位。

## 行政区划
哈达镇下辖以下地区：
下哈达社区、下哈达村、阿及村、东沟村、关门山村、上哈达村、河清寨村、长岭子村、窖沟村、上年马洲村、下年马洲村、小寨子村、富尔哈村和古塘村。